# ميلكون
ميلكون (بالإنجليزية: Mailkun)‏ روح شريرة في الأساطير الأسترالية زوجة کوین Koen. تأسر البالغين وتشوقهم إلى کوخها، وتطعن الأطفال بالحرية.